# Ước anh tan nát con tim
"Ước anh tan nát con tim" là một đĩa đơn của nữ ca sĩ kiêm sáng tác nhạc người Việt Nam Phùng Khánh Linh, phát hành ngày 6 tháng 9 năm 2024 bởi Black Swan Label. Đây là đĩa đơn mở đường cho album phòng thu thứ ba của cô Giữa một vạn người, dự kiến sẽ ra mắt vào mùa thu 2025. Ca khúc thuộc thể loại alternative, pop rock và indie pop, với nội dung là lời oán trách của cô gái dành cho đối phương trong một mối quan hệ tình yêu mập mờ. Phiên bản vật lý của ca khúc đã chính thức lên kệ từ ngày 15 tháng 10 cùng năm.

## Sáng tác
Bài hát có thời lượng dài 3 phút 51 giây, là lời oán thán đầy giận dữ và đau khổ của cô gái với chàng trai trước một mối quan hệ tình cảm không rõ ràng. Tâm trạng của nhân vật được mô tả là "vừa yêu, vừa giận" đối phương. Ca khúc thuộc thể loại alternative pop, pop rock và indie pop, xen lẫn vào đó là "một chút" dream pop. Những âm thanh đặc trưng của dòng nhạc như tiếng trống, keyboard, guitar acoustic kết hợp guitar điện đã được cài cắm xuyên suốt nhịp điệu bài hát nhằm tạo dựng không khí cho bản nhạc.
Phùng Khánh Linh cho biết "Ước anh tan nát con tim" được lấy cảm hứng từ mối quan hệ mập mờ của cô kéo dài suốt hai tháng giữa năm 2023, và việc viết ra bài nhạc là một cách để "giải thoát cho những cảm xúc tiêu cực" bên trong nữ ca sĩ. Tuy nhiên, bài hát sẽ không quá nặng nề mà chỉ là "lời trách cứ, giận dữ nhẹ nhàng, có phần yếu đuối từ tâm hồn của một cô gái đã trải nghiệm tổn thương trong tình yêu". Cô mong muốn người nghe khi thưởng thức sẽ đi vào hành trình tâm trạng từ "buồn bã, chiêm nghiệm" ở nửa đầu bài hát đến sự "giải tỏa mãnh liệt, thanh thản" ở nửa cuối. Giải thích về tiêu đề bài hát, cô cho biết khi nghe qua sẽ thấy giống như một lời "nguyền rủa", song bản chất đó chỉ là câu hỏi đau đáu từ phía cô gái rằng: "Liệu anh có từng tan nát con tim vì yêu như những gì em đang trải qua".
Để tạo ra một âm thanh "tự nhiên và hoàn toàn chân thực" đối với "Ước anh tan nát con tim", ê-kíp Phùng Khánh Linh đã thử nghiệm nhiều kỹ thuật âm thanh phi chính thống trong quá trình sản xuất. Theo đó, tiếng đàn piano được thu âm qua một chiếc micro cổ điển từ thập niên 1950, bên trong một phòng tắm để tạo hiệu ứng âm thanh vang vọng; hay tiếng bộ gõ tạo bằng chân bàn hoặc sử dụng dùi trống trên chính bàn làm việc. Theo giám đốc sản xuất Trần Việt Hoàng, thách thức ở đây là việc pha trộn tất cả các yếu tố "mềm mại", "nhẹ nhàng" và "mạnh mẽ", "thô ráp" trên vào một chỉnh thể sao cho "mạch lạc" và "đồng nhất", đảm bảo sự chuyển đổi giữa hai phần của bài hát "liền mạch và tự nhiên [...] nhưng vẫn mang lại sự tương phản mạnh mẽ".
"Ước anh tan nát con tim" được ghi nhận là bước chuyển âm nhạc mới của Phùng Khánh Linh khi biến hóa từ hình ảnh ngọt ngào, màu sắc của city pop trong Citopia (2022) sang kỷ nguyên "tối tăm, u ám và ma mị hơn". Bài hát không chỉ được chọn làm đĩa đơn mở đường cho album phòng thu thứ ba của nữ ca sĩ, mang tên Giữa một vạn người, mà còn đánh dấu màn tái xuất của Phùng Khánh Linh sau thành công với album Citopia ra mắt vào hai năm trước. Đây cũng là bài debut của nữ ca sĩ dưới trướng Black Swan Label – một đơn vị quản lý nghệ sĩ trực thuộc Hãng đĩa Thời đại, thành lập năm 2024.

## Phát hành
Vào ngày 12 tháng 8 năm 2024, Phùng Khánh Linh đã giới thiệu dự án mới bằng việc thay đổi ảnh đại diện trên Facebook sang ảnh tiêu đề ca khúc "Ước anh tan nát con tim". Đến ngày 22 tháng 8, cô tiếp tục công bố thời gian ấn định phát hành ca khúc là vào 18:00 chiều (UTC+7:00) ngày 6 tháng 9 cùng năm. Nội dung được trình bày dưới dạng một tấm thiệp tang màu tối và u ám, mời khán giả đến tham dự "một đám tang chuyện tình mình". Bên dưới thiệp là dòng chữ "hy vọng những nỗi buồn trong tôi sẽ được ngủ yên, còn anh thì không. Ước anh tan nát con tim". Dù vậy cho tới trước thời điểm phát hành, mọi thông tin về âm nhạc lẫn hình ảnh cho sản phẩm đều được giữ bí mật đến phút chót.
Một video visualizer cho bài hát đã được thực hiện và công chiếu trên nền tảng YouTube. Tạo hình cho lần trở lại này của nữ ca sĩ là một người con gái "đẹp bí ẩn và quyến rũ". Cô sở hữu khuôn mặt trắng bệch với đôi môi tô đen cùng bộ tóc dài màu trắng, được mô tả là "ma mị, đẹp vô thực và sắc sảo". Tuy ẩn sau vẻ đẹp "lạnh lẽo" ấy là những nỗi buồn, sự cô đơn và nỗi đau, nhưng cô gái vẫn "hiên ngang mà gạt bỏ nỗi buồn [...] chấp nhận và vượt qua, để rồi bản thân lại bừng nở và tiếp tục xinh đẹp với niềm kiêu hãnh của riêng mình". Bên cạnh đăng tải trên các trang nhạc số, phiên bản vật lý của "Ước anh tan nát con tim" cũng chính thức lên kệ từ ngày 15 tháng 10 cùng năm thông qua Hãng đĩa Thời đại. Trước đó, hãng đã mở cổng đặt trước đĩa từ ngày 4 tháng 9 và sẽ tổ chức một buổi fan meeting cho 15 người đặt mua đầu tiên.
Bài hát đã được Phùng Khánh Linh quảng bá qua mini tour đầu tiên trong sự nghiệp của cô, diễn ra từ cuối tháng 3 đến đầu tháng 4 năm 2025 tại ba thành phố Hà Nội, Đà Nẵng và Thành phố Hồ Chí Minh.

## Tiếp nhận
Sau khi ra mắt, bài hát ngay lập tức nhận về sự quan tâm từ khán giả khi visualizer của bài đạt hơn 6,000 lượt xem sau 4 giờ đăng tải. Ca khúc cũng nhanh chóng lọt top các bảng xếp hạng âm nhạc trên Spotify và Apple Music Việt Nam. Tính đến ngày 15 tháng 9 năm 2024, bản visualizer đã đạt thứ hạng 20 trong số các video xu hướng trên YouTube Việt Nam. Từ ghi nhận của L'Officiel Việt Nam, tuy có kế hoạch truyền thông bài bản cùng đón nhận tốt từ công chúng, song "Ước anh tan nát con tim" vẫn không thể bật hẳn lên thành "cú đột phá" mà bị lu mờ trước hai chương trình truyền hình thực tế đang gây sốt thời điểm đó là Anh trai "say hi" và Anh trai vượt ngàn chông gai.
Nhìn chung, phản ứng của người nghe với ca khúc là tích cực, ghi nhận bài hát trong việc vừa duy trì những màu sắc âm nhạc quen thuộc của nữ ca sĩ vừa thành công pha mới màu sắc ma mị, cuốn hút và từng trải. Trong đó, Phùng Khánh Linh được khen ngợi là "không chạy theo thị hiếu đám đông [...] Lời bài hát chân phương, trau chuốt, không bị cuốn theo trào lưu bẻ chữ của ca sĩ gen Z". Các ý kiến khác cũng liên hệ "Ước anh tan nát con tim" với những sáng tác của nữ ca sĩ người Mỹ Lana Del Rey, đều mang âm hưởng ma mị, nhẹ nhàng, hoài cổ và day dứt.

## Đội ngũ sản xuất
Thông tin được lấy từ tập sách nhỏ ghi chú của đĩa đơn và ghi công từ nữ ca sĩ Phùng Khánh Linh.

### Âm nhạc
| - Giám đốc sản xuất: Lâm Hoàng Việt - Ca sĩ: Phùng Khánh Linh - Nhạc sĩ: Phùng Khánh Linh - Giám đốc âm nhạc: Đại Lâm, Phú Phạm - Sản xuất nhạc: Đại Lâm, Phú Phạm, Blossom - Biên nhạc: Blossom - Biên giọng: Phùng Khánh Linh | - Sản xuất giọng: Nowhereman87 - Huấn luyện giọng hát: Minh Huệ - Thu âm giọng hát: Minchu (@Fly High Studio) - Mixing vocal: Josh Frigo (@Private Studio) - Nhạc cụ: Blossom (@BS Studio) - Mastering: Chris Gehringer (@Sterling Sound New York, Hoa Kỳ) |

### Hình ảnh
| - Chỉ đạo hình ảnh: Black Swan Label - Đạo diễn sáng tạo: UIN - Giám đốc nghệ thuật: Nguyễn Thái Đức Anh - Chụp ảnh: Nhi Ngờ - Hiệu ứng và chuyển động: Sweettouch.studio - Stylist: Harry Võ | - Nghệ sĩ trang điểm: Võ Minh Đức - Nghệ sĩ làm tóc: Hiền Korea - Giám sát hiện trường: Minh Đo - Ánh sáng: Bội Bội - Trợ lý ánh sáng: Sơn Ngọc Hiếu - Chuyên gia ballet: Phương Thu - Cảnh quay hậu trường: DOLOVEMAKEART Club |

### Khác
- Quản lý nghệ sĩ: Black Swan Label
- Giám đốc sản xuất: Lâm Hoàng Việt
- Truyền thông: Quỳnh Nguyễn
- Quản lý nội dung truyền thông: Phạm Minh Quân
- Điều hành nội dung truyền thông: Dương Thanh Nguyễn, Trương Đại Phú, Dương Huy Hoàng, Vũ Hoài Cương
- Hỗ trợ và điều phối dự án: Điệp Nguyễn, Tâm Min

## Lịch sử phát hành
| Khu vực  | Ngày                 | Định dạng                       | Phiên bản         | Nền tảng                         | Hãng                 | Chú thích |
| -------- | -------------------- | ------------------------------- | ----------------- | -------------------------------- | -------------------- | --------- |
| Quốc tế  | 6 tháng 9 năm 2024   | Phát trực tuyến Tải kỹ thuật số | Gốc               | Spotify • Apple Music • Zing MP3 | +84 Vietnam New Wave | [ 23 ]    |
| Quốc tế  | 6 tháng 9 năm 2024   | Video âm nhạc                   | Gốc               | YouTube                          | Black Swan Label     | [ 24 ]    |
| Việt Nam | 15 tháng 10 năm 2024 | CD                              | Gốc               | —                                | Hãng đĩa Thời đại    | [ 15 ]    |
| Quốc tế  | 28 tháng 9 năm 2024  | Phát trực tuyến Tải kỹ thuật số | Nhạc cụ không lời | YouTube                          | Black Swan Label     | [ 25 ]    |